# Axel Christensen
Axel Christensen était un pianiste et compositeur américain de musique ragtime. Né le 23 mars 1881, il est une figure importante du genre ragtime, grâce notamment à ses compositions, et ses ouvrages pédagogiques pour l'apprentissage du piano ragtime. Il décéda le 17 août 1955.

## Liste des compositions

### Pièces
- 1902 : Ragtime Wedding March (Apologies to Mendelssohn)
- 1908 : Irmena Rag
- 1909 : The Cauldron Rag
- 1909 : Marching Thro' Georgia
- 1909 : The Ragtime King
- 1909 : Flower Song [Gustave Lange] [arrangement in Ragtime]

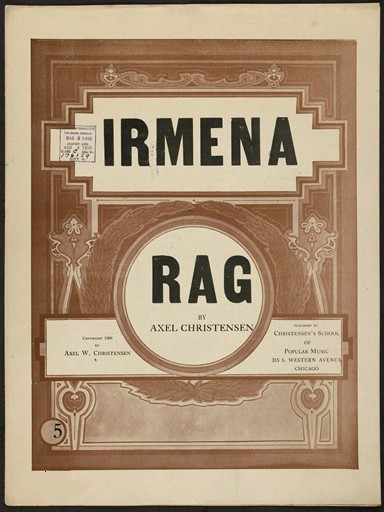

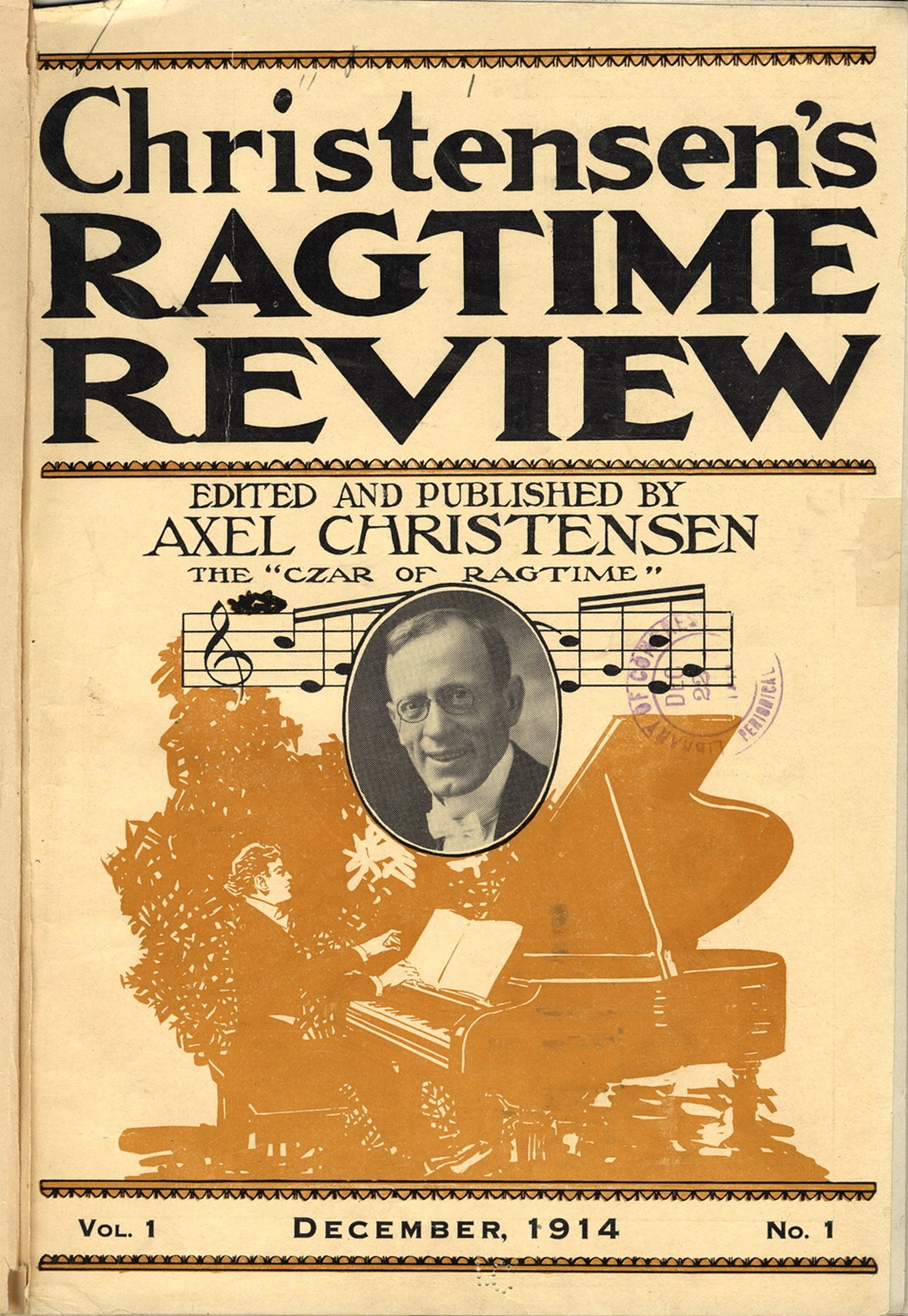

- 1910 : Star and Garter: Rag-time Waltz
- 1912 : The Glen Oaks Rag
- 1912 : The Press Club Rag
- 1913 : In My Mercer Racing Car [avec John S. Meck]
- 1913 : The Minnesota Rag
- 1913 : Pathetic Rag
- 1913 : Christensen's Picture Show Collection for the Piano
- 1915 : Ragtime Rings the Bell
- 1915 : Webster Grove Rag
- 1915 : Annie Laurie [Traditional] [arrangement in Ragtime]
- 1915 : Auld Lang Syne [Traditional] [arrangement in Ragtime]
- 1915 : Home Sweet Home [Henry Bishop] [arrangement in Ragtime]
- 1915 : Believe Me, If All Those Endearing Young Charms [Thomas Moore] [arrangement in Ragtime]
- 1915 : Massa's in the Cold, Cold Ground [Stephen Foster] [arrangement in Ragtime]
- 1915 : The Last Rose of Summer [Thomas Moore] [arrangement in Ragtime]
- 1915 : My Old Kentucky Home [Stephen Foster] [arrangement in Ragtime]
- 1915 : Old Black Joe [Stephen Foster] [arrangement in Ragtime]
- 1915 : Swanee River (Old Folks at Home) [Stephen Foster] [arrangement in Ragtime]
- 1915 : When You and I were Young, Maggie [George W. Johnson & James A. Butterfield] [arrangement in Ragtime]
- 1916 : That Potatoe Bug Rag
- 1916 : Hurry (Pursuit and Capture)
- 1916 : Moonlight
- 1917 : Pantaloon (Dance Grotesque) [arrangement in Ragtime]
- 1917 : Coronation March
- 1917 : For Introductions, Lively Scenes, Western Pictures, Etc.
- 1917 : Quarrel or Struggle Scenes
- 1917 : Turkish
- 1923 : Nobody's Business
- 1923 : Teasing the Klassics
- 1924 : Axel Grease - A Slick Novelty
- 1924 : Take it Easy
- 1924 : Love of My Dreams
- 1924 : Walking Blues
- 1925 : Syncophonic Number 1
- 1925 : Syncophonic Number 2
- 1925 : Syncophonic Number 3
- 1925 : Syncophonic Number 4
- 1925 : Syncophonic Number 5
- 1927 : Boogie Woogie Blues
- 1929 : Syncophonic Number 6

### Ouvrages
- Christensen's Ragtime Instruction Book Number 1 (1906)
- Christensen's Ragtime Instruction Book (1908 edition)
- Christensen's Ragtime Instruction Book (1909 edition)
- Christensen's Ragtime Instruction Book (1915 edition)
- Christensen's Ragtime Instruction Book (1918 edition)
- Christensen's Ragtime Instruction Book (1919 edition)
- Axel Christensen's New Instruction Book for Rag and Jazz Piano Playing (1920)
- Christensen's Ragtime Instruction Book No. 2 (1922)
- Axel Christensen's New Instruction Book for Rag, Jazz and Popular Music (1922)
- Christensen's Instruction Book for Playing Rag, Jazz and Popular Music on the Tenor Banjo (1922)
- Christensen's Ragtime Instruction Book No. 2 (1924 edition)
- Axel Christensen's Instruction Book for Jazz and Novelty Piano Playing (1924)
- Axel Christensen's New Instruction Book for Rag and Jazz Piano Playing (1925 edition)
- Axel Christensen's Instruction Book for Jazz and Novelty Piano Playing (1927)